# ستيفاني براون ترافتون
ستيفاني براون ترافتون (ولدت في 1 ديسمبر 1979) هي لاعبة ألعاب قوى أمريكية فازت بالميدالية الذهبية في رمي القرص في دورة الألعاب الأولمبية الصيفية 2008 في بكين. وهي واحدة من ثلاث نساء أمريكيات فقط فزن بهذا الحدث على الإطلاق.
كانت رياضية غير عادية إلى حد ما حيث أصبحت لاعبة أولمبية مرتين قبل أن تتنافس في بطولة العالم لألعاب القوى. انتهت أول بطولة عالمية لها في عام 2009 بأداء دون المستوى في نهائي رمي القرص، ولكن في عام 2011، احتلت المركز السادس. في عام 2012، ضمنت رحلتها الثالثة إلى الألعاب الأولمبية، بعد أداء حاسم في التجارب الأولمبية الأمريكية في ذلك العام. ومع ذلك، فقد أنهى الأمريكي الأفضل أداءً لعام 2012 منصة التتويج في لندن في المركز السابع.